# Католицький король
Католицький король і католицька королева (лат. Rex Catholicissimus) — титули, що надаються папою римським як головою Римсько-католицької церкви монархам, які в очах Папського престолу зберігають католицькі принципи в особистому житті і в державній політиці. Титул передається наступникам тих монархів, які його отримали, якщо не існує особливого папського розпорядження про зняття титулу. В даний час серед європейських монархів цим титулом володіють королі Бельгії та Іспанії, а також великі герцоги Люксембурга. Католицькі по вірі князі Ліхтенштейна та Монако не володіють цим титулом.
Одним із прав, якими володіє католицька королева, є право надягати на аудієнцію до папи римського одяг білого кольору замість належного іншим чорного (так званим привілей білого).
Найвідомішим прикладом використання цього титулу є так звані католицькі королі Іспанії Фердинанд II Арагонський та Ізабелла I Кастильська, які отримали ці титули в 1496 році. З тих пір титул католицької величности (ісп. El Rey Católico) офіційно вживався при зверненні до іспанських монархів. Після відновлення монархії в Іспанії в 1975 році цей титул збережений серед титулів королів Хуана-Карлоса та Філіпа VI, однак офіційно не використовується.